# Tyrann (jeu vidéo)
Tyrann est un jeu vidéo de rôle sorti en 1984 sur Oric puis Thomson MO5, Thomson TO7 et Amstrad CPC. Le jeu a été développé et édité par Norsoft. Tyrann s'inspire du célèbre Wizardry sorti en 1981 sur Apple II.

## Scénario
Le jeu propose de composer une équipe de 6 personnages : magicien, guerrier, druide ou voleur, et de combattre les innombrables monstres des 10 Labyrinthes pour faire progresser l'équipe et enfin accéder à la 2e partie de l'aventure où il faut libérer la reine Tyrann.

## Héritage
En 1986, exclusivement sur Oric, une suite a vu le jour : Le Fer d'Amnukor. L'équipe de Tyrann est même réutilisable.
Une suite amateur portant le nom de Tyrann III est sorti en 2015 sur Oric, librement inspirée de la licence Game of Thrones.
En 2015, les auteurs créent un remake pour Android.